# Andrés Rouga
Enrique Andrés Rouga Rossi est un footballeur international vénézuélien né le 2 mars 1982 à Caracas.

## Carrière
- 2000-2005 : Caracas FC,  Venezuela, 30 (3)
- 2005-2006 : Junior,  Colombie, 16 (0)
- 2006-2007 : Caracas FC,  Venezuela, 11 (1)
- 2007-2009 : Alki,  Chypre, 56 (7)
- 2009-2010 : AEL,  Chypre, 10 (1)

## Sélections
- 20 sélections et 0 but avec le  Venezuela depuis 2002.